# Frank De Bleeckere
Frank de Bleeckere (Oudenaarde, Flandes Oriental, Bèlgica, 1 de juliol del 1966) és un exàrbitre de futbol flamenc. Fou professional des de l'1 de gener del 1998, i internacional FIFA des del 2001. Entre d'altres, va arbitrar la Copa del Món de Futbol de 2006 i l'Eurocopa 2008.